# Hugh de Cressingham
Hugh de Cressingham (overleden 11 september 1297) was namens de Engelse overheersers schatbewaarder in Schotland van 1296 tot zijn dood in 1297. Hij was aangesteld door Eduard I, en werd daarmee nog meer dan John de Warenne, de earl van Surrey - die formeel regent was - de belangrijkste Engelse bestuurder in Schotland. 
Zijn acties maakten hem gehaat, zo stelde hij een wet in dat alle Schotse wol (in die tijd het belangrijkste Schotse product) in beslag moest worden genomen, en geëxporteerd naar Engeland. Bovendien verrijkten Cressingham en William Ormesby zich ten koste van de Schotten door het instellen van hoge belastingen.
Cressingham sneuvelde tijdens de Slag bij Stirling Bridge, waar de Schotten onder leiding van William Wallace en Andrew Moray vochten tegen de Engelse overheersers onder leiding van John de Warenne. Volgens de legende werd Cressingham door de Schotten gevild, waarna Wallace van zijn huid een riem maakte en de rest naar alle delen van het land stuurde om tentoongesteld te worden.